# Diccionário Universal Ilustrado Linguístico e Encyclopédico
O Diccionário Universal Ilustrado Linguístico e Encyclopédico, utilizando a grafia constante no próprio dicionário é um antigo dicionário em língua Portuguesa, um dos maiores da sua época que teve a sua edição Dirigida por Eduardo de Noronha e foi editado em Lisboa, Portugal entre os anos de 1917 e 1921 por João Romano Torres & Cª. Editores, casa editorial fundada em 1885 e foi composto por 11 Volumes.

## Composição
Este Dicionário é uma obra ilustrada em que se busca agrupar aspectos linguísticos bastante diversos. Esta edição teve na sua génese a 11ª edição da Enciclopédia Britânica, revista pelo corpo docente da Universidade de Cambridge, a Grande Enciclopédia Francesa, os dicionários espanhóis Spasa, Segui e Salvat, a Enciclopédia Portuguesa, os Dicionários Portugueses de Manuel Joaquim Pinheiro Chagas, de Tito de Carvalho, Francisco Marques de Sousa Viterbo, Ernesto Vieira, Inocêncio Francisco da Silva e Pedro Wenceslau de Brito Aranha, Frei Domingos Vieira, António Cândido de Figueiredo, Fernando Mendes e a Enciclopédia Francesa Larousse. 